# The Guardian
 Denne artikel omhandler avisen The Guardian. Opslagsordet har også en anden betydning, se The Guardian (film).
The Guardian er en britisk avis, der er grundlagt i 1821. Avisen ejes af Guardian Media Group og udkommer mandag til lørdag. The Observer er søsteravisen, der udkommer om søndagen.
Indtil 1959 hed den The Manchester Guardian på grund af sin provinsielle herkomst. Avisen redigeres i dag i London fra hovedkvarteret Kings Place, 90 York Way, London N1 9GU.
I januar 2015 udkom den gennemsnitligt i 185.429 eksemplarer dagligt . Politisk regnes avisen for at tilhøre centrum-venstre.

## Historie
The Guardian blev redigeret af Alan Rusbridger fra 1995 til 2015 i en tid, hvor avisen var først til at publicere en række verdensomspændende nyheder. Blandt andet historien fra 2011 om telefonaflytning udført af avisen News of the world, der på det tidspunkt var den avis i verden, der havde det største oplag. Afsløringen førte ultimativt til avisens lukning samme år .
The Guardian var også den første avis til i juni 2013 at bringe lækkede afsløringer om National Security Agency (NSA) massive, hemmelige, verdensomspændende masseovervågning via lækkede oplysninger fra NSA systemadministratoren Edward Snowden, der arbejdede for NSA .
I 2015 overtog Katharine Viner posten som redektør for avisen. Den 15 januar 2018 overgik både The Guardian og The Observer fra Berliner til tabloid format for at spare penge .

## Ekstern henvisning
- Wikimedia Commons har flere filer relateret til The Guardian
- Guardian Unlimited – website for The Guardian og søsteravisen The Observer